# 牛徽
牛徽（?—?），字勛美，唐朝官员，牛僧孺的孙子，檢校兵部尚書、興元尹牛蔚的儿子。
咸通八年（867年），牛徽登进士第，三次出任节度使府，任殿中侍御史，赐绯鱼袋。乾符二年（875年）三月，度支推官牛徽入朝为右补阙。再升任吏部员外郎。乾符年间，选曹官吏作弊，每年选人四千余员。牛徽特为奏请，于是铨选稍正，他被人称道。
黄巢攻打京师，牛蔚得病，牛徽与其子亲自抬着竹轿，护送他到山南。阁路险狭，纵横，谷中遇盗贼，击破牛徽的头，流血遍体，牛徽还是抬着父亲。牛徽对盗贼说：“老父年高病重，不想惊动。人都有父亲，希望你们能体谅。”盗贼感动而没有再攻击他。至前谷对那里的盗贼说他是孝子，和牛徽一同抬轿，请到家中，用帛包扎伤口，给牛蔚粥喝。留他们住宿，后来到达梁州。牛蔚原来的故吏感恩，争向慰问。当时唐僖宗已至成都，牛徽至成都拜见，请求回家侍奉父亲。已经任命谏议大夫，没有就任。对宰相杜让能说：“愿留兄长牛循在朝，以支撑门户，自己请求侍奉父亲医药。”当时牛循为给事中，杜让能同意了。
牛蔚去世后，牛徽在梁州汉中服丧。丧除，朝廷以中书舍人征召，还未前去，患病。以中书舍人不可旷缺，请授散秩，改为给事中。从僖宗圣驾还京，至陈仓，病重，过了一年才好。宰相张濬为招讨使伐太原，表奏牛徽为判官，检校左散骑常侍。下诏到凤翔，催促他到京城。牛徽认为朝廷败之余，图雄霸之举，会使诸侯离心，于是托病不去。次年，张濬战败，朝廷召牛徽为给事中。
杨复恭在山南叛乱，李茂贞上表请求自己出兵粮问罪，只求朝廷任命为诏讨使。奏报没有回复，李茂贞与王行瑜军已出兵。唐昭宗恼怒他专横，李茂贞恃强，不停上疏。昭宗在延英殿召谏官宰相商议。以邠州、凤翔都有宦官内应，不敢极谏议，相顾辞让，皇帝不悦。牛徽认为李茂贞有翼卫之功，因嫉恶而反对诸杨阻兵。造次之处，就是不等朝命就出兵。在两镇兵入山南，多有杀伤，陛下如不决断，梁、汉之民就要杀光了。让他当诏讨使，明行约束，军中才能守法。”昭宗同意，以招讨之命授予李茂贞。李茂贞获胜后，骄横干涉国政，朝廷命杜让能率兵讨伐。牛徽劝谏，认为万一战败，必挫国威，不如渐渐制服。出兵后，昭宗问牛徽何日平岐。牛徽说：“臣在侍从谏诤之列，所言军国之事，据理陈奏。破贼之日，在陛下应该占卜，而责成将帅，不是臣之所职。”最终官军战败，大臣被害。
牛徽改任中书舍人。升任刑部侍郎，封奇章男。崔胤勾结汴州，讨厌牛徽言事，改任他散骑常侍。没有就职，再改太子宾客。天复初年，朝政不修，牛徽请辞。昭宗让他以刑部尚书致仕，回到樊川别墅。病故后赠吏部尚书。